# 澳大利亚国际车展

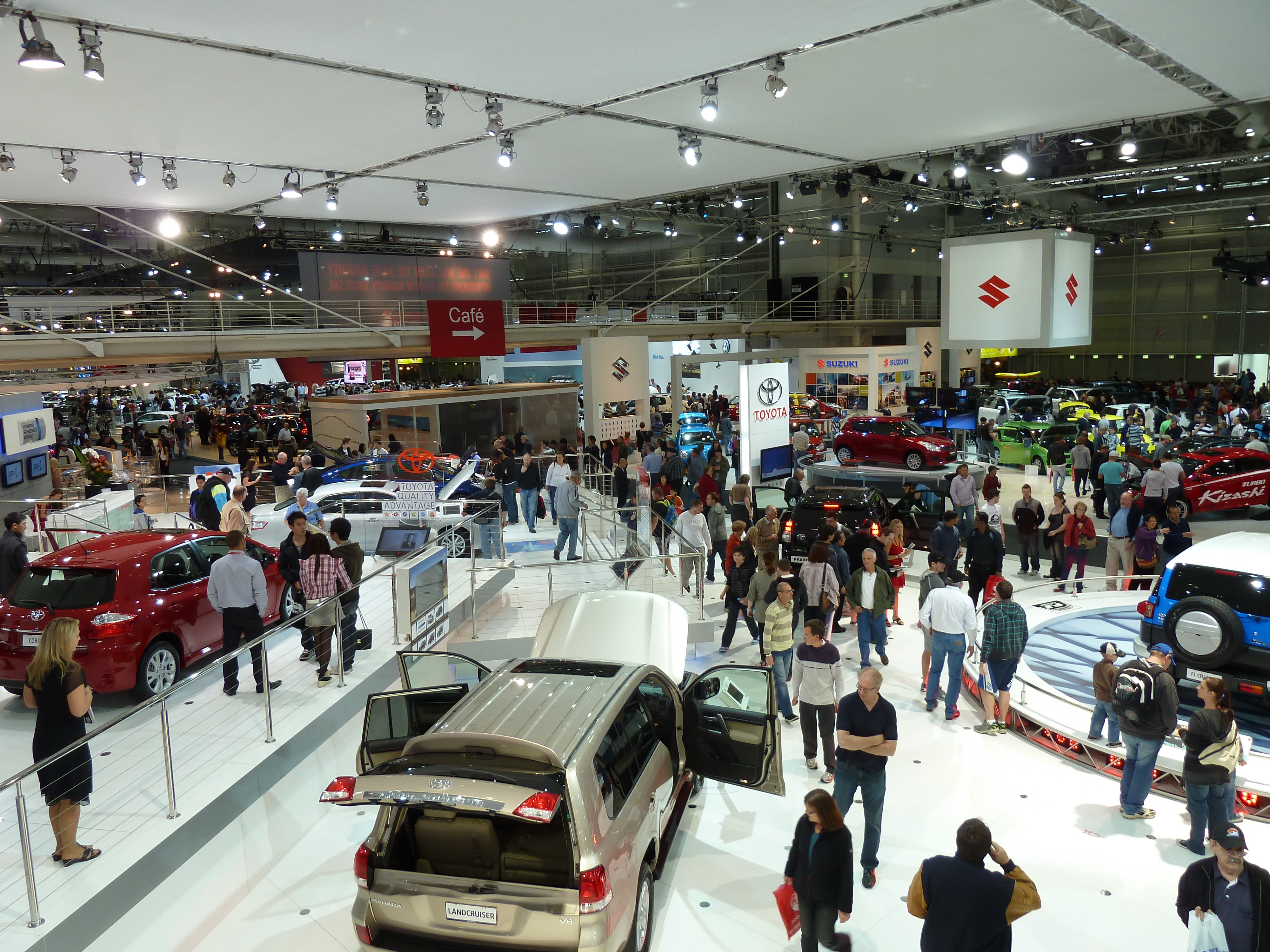
2010年悉尼车展。

澳大利亚国际车展（英語：Australian International Motor Show）是在澳大利亚悉尼或墨尔本举办的一年一次的汽车展览，在2010年之前，墨尔本和悉尼的车展是单独举行，之后正式合并轮流举行。

## 历史
墨尔本国际车展的时间跨度是从1925年到2009年，是澳大利亚规模最大的车展。它的名字之前叫“悉尼车展”，2004年开始叫“澳大利亚国际车展”。

## 届次

2008年墨尔本国际车展。

- 2005年，悉尼。[4]
- 2012年10月19日到28日，悉尼。[5][6]<